# لاله‌پاشا (قاخ)
لاله‌پاشا (به لاتین: Lələpaşa) یک منطقه مسکونی در جمهوری آذربایجان است که در شهرستان قاخ واقع شده است. لاله‌پاشا ۴۶۴ نفر جمعیت دارد.